# 线粒体16S rRNA
线粒体16S RNA是一种存在于线粒体核糖体（mitoribosome，MR）39S核糖体亚基中的rRNA。在人类细胞的线粒体中，该rRNA由MT-RNR2基因编码。MT-RNR2基因还同时编码了能抑制阿尔茨海默症相关基因表达的humanin。